# 1509 год в литературе

## События
- Эразм Роттердамский совершил путешествие из Италии в Англию и создал сатирическое произведение «Похвала глупости».

## Книги
- Создан «Livro do Armeiro-Mor» (Книга старшего герольда), официальный португальский рукописный гербовник раннего нового времени.
- Опубликована книга Лючио Маринео Сикуло «De Aragoniae Regibus et eorum rebus gestis libri V».
- «Theophilacti Scolastici Simocati ep(isto)le morales, rurales et amatorie interpretatione latina» сочинения византийского писателя и историка Феофилакта Симокатты, изданные Коперником.

## Родились
- 10 февраля — Гвидо Гвиди, итальянский медик, автор трудов по медицине, переводчик (умер в 1569).
- 10 июля — Жан Кальвин, французский богослов, автор теологических трудов, сочинений по истории церкви реформатор церкви, основатель кальвинизма (умер в 1564).
- 3 августа — Этьен Доле, французский писатель, поэт, издатель (умер в 1546).
- Данезе Каттанео, итальянский поэт (умер в 1573).
- Бернардино Телезио, итальянский учёный, автор ряда философских трактатов (умер в 1588).
- Франциск Турриан, испанский иезуит, христианский писатель, богослов, переводчик (умер в 1584).
- Франческо Тьеполо, венецианский писатель, автор историко-географического труда под названием «Рассуждения о делах Московии» (умер в 1580).
- Гонсало Хименес де Кесада, испанский конкистадор, писатель, историк (умер в 1579).

## Скончались
- Неджати, османский поэт и первый великий лирик Османской турецкой литературы.
- Петерманн Эттерлин, швейцарский хронист, городской летописец Люцерна, автор «Хроники Швейцарской конфедерации», первой печатной хроники по истории Швейцарии.